# 966

## Nașteri
- Bjarni Herjólfsson, negustor și explorator islandez (d. ?)

## Decese
- Berengar al II-lea de Italia, margraf de Ivrea și uzurpator al Regatului Italiei (950-961), (n.c. 900)

- Bertha de Suabia, regină a Burgundiei, prin căsătoria cu Rudolf al II-lea de Burgundia (n.c. 907)